# ASC Gueumeul
ASC Gueumeul ist ein mauretanischer Fußballverein aus Rosso, welcher in der Ligue 1 Mauretanien, der ersten Liga des Landes, spielt.

## Geschichte
Der Verein wurde 2011 gegründet und hat daher noch eine relativ junge Geschichte. In der Saison 2013/14 spielte der Verein erstmals in der ersten Liga und konnte am Ende der Saison den vierten Platz (von sieben möglichen Plätzen) belegen, somit wurde der Klassenerhalt souverän erreicht. Ihren höchsten Saisonsieg konnten sie am achten Spieltag feiern, sie gewannen auswärts mit 4:2 gegen ASC Ittihad Assaba. Der Verein hat momenten kein eigenes Stadion und spielt daher in verschiedenen Plätzen.